# Conclave de 1523
Le conclave de 1523 se déroule à Rome, du 1er octobre au 19 novembre 1523, juste après la mort du pape Adrien VI. Il aboutit à l'élection du cardinal Giulio di Giuliano de' Medici qui devient le pape Clément VII. Ce conclave est l'un des plus longs de l'histoire après celui ayant élu Clément V en 1305.

## Source
- (en) Cet article est partiellement ou en totalité issu de l’article de Wikipédia en anglais intitulé « Papal conclave, 1523 » (voir la liste des auteurs).